# Vilamòs
Vilamòs – gmina w Hiszpanii, w prowincji Lleida, w Katalonii, o powierzchni 15,38 km². W 2011 roku gmina liczyła 180 mieszkańców.